# Landesregierung Wallnöfer IV
Die Landesregierung Wallnöfer IV bildete die Tiroler Landesregierung während der VIII. Gesetzgebungsperiode unter Landeshauptmann Eduard Wallnöfer zwischen dem 1. Juli 1975 und dem 23. Oktober 1979. 
Nach der Landtagswahl 1975 wurde das Regierungsteam wieder von sieben auf acht Mitglieder erhöht. Dies führte dazu, dass die Österreichische Volkspartei (ÖVP) wieder ein Regierungsmitglied mehr stellte und sechs der insgesamt acht Regierungsmitglieder, wobei ihr der Anspruch auf den Landeshauptmann, einen Landeshauptmann-Stellvertreter und vier Landesräte zufiel. Auch die Sozialdemokratische Partei Österreichs (SPÖ) war auf Grund des Proporzsystems mit einem Landeshauptmann-Stellvertreter in der Landesregierung vertreten, zudem stellte die SPÖ einen Landesrat. Gegenüber der Vorgängerregierung Landesregierung Wallnöfer III war es in drei Positionen zu Änderungen gekommen. Ernst Fili (SPÖ) löste seinen Parteikollegen Rupert Zechtl als Landesrat ab. Bei der ÖVP gehörte Karl Erlacher nicht mehr der Regierung an, dafür kamen Christian Huber und Fridolin Zanon neu in die Regierung. 
Während Landeshauptmann Wallnöfer mit 34 der 36 möglichen Stimmen, bei einer ungültigen und einer „Nein“-Stimme, gewählt wurde, erfolgte die Wahl der übrigen Regierungsmitglieder nach dem Verhältniswahlrecht durch die schriftliche Nominierung der Regierungsmitglieder durch die zwei Landtagsklubs von ÖVP und SPÖ.

## Regierungsmitglieder
| Amt                                    | Name             | Partei | Geschäftsfelder |
| -------------------------------------- | ---------------- | ------ | --------------- |
| Landeshauptmann                        | Eduard Wallnöfer | ÖVP    |                 |
| Erster Landeshauptmann-Stellvertreter  | Fritz Prior      | ÖVP    |                 |
| Zweiter Landeshauptmann-Stellvertreter | Herbert Salcher  | SPÖ    |                 |
| Landesrat                              | Luis Bassetti    | ÖVP    |                 |
| Landesrat                              | Christian Huber  | ÖVP    |                 |
| Landesrat                              | Alois Partl      | ÖVP    |                 |
| Landesrat                              | Fridolin Zanon   | ÖVP    |                 |
| Landesrat                              | Ernst Fili       | SPÖ    |                 |